# Miconia aristata
Miconia aristata là một loài thực vật có hoa trong họ Mua. Loài này được Gleason mô tả khoa học đầu tiên.